# Anoncus striatus
Anoncus striatus là một loài tò vò trong họ Ichneumonidae.